# Emmanuel-Joseph de Vignerot du Plessis
Emmanuel-Joseph de Vignerot du Plessis (né le 9 mars 1639 et mort à Venise le 9 janvier 1665), abbé puis comte de Richelieu, est un petit-neveu du cardinal de Richelieu et abbé commendataire.

## Biographie
Emmanuel-Joseph est le 3e des fils de François de Vignerot de Pont-Courlay. Il succède à son frère Jean-Baptiste Amador de Vignerot du Plessis lorsque ce dernier renonce à l'état ecclésiastique pour se marier. Afin d'assurer le maintien de ses bénéfices ecclésiastiques dans sa famille, il reçoit à son tour en commende l'abbaye de Marmoutiers, l'abbaye Saint-Ouen de Rouen et le prieuré de Saint-Martin-des-champs à Paris. Peu concerné par la vie religieuse, il participe à la bataille de Saint-Gothard contre les turcs le 1er août 1664 et meurt à l'âge de 26 ans sur le chemin du retour à Venise le 9 janvier 1665.